# Yoav Levanon

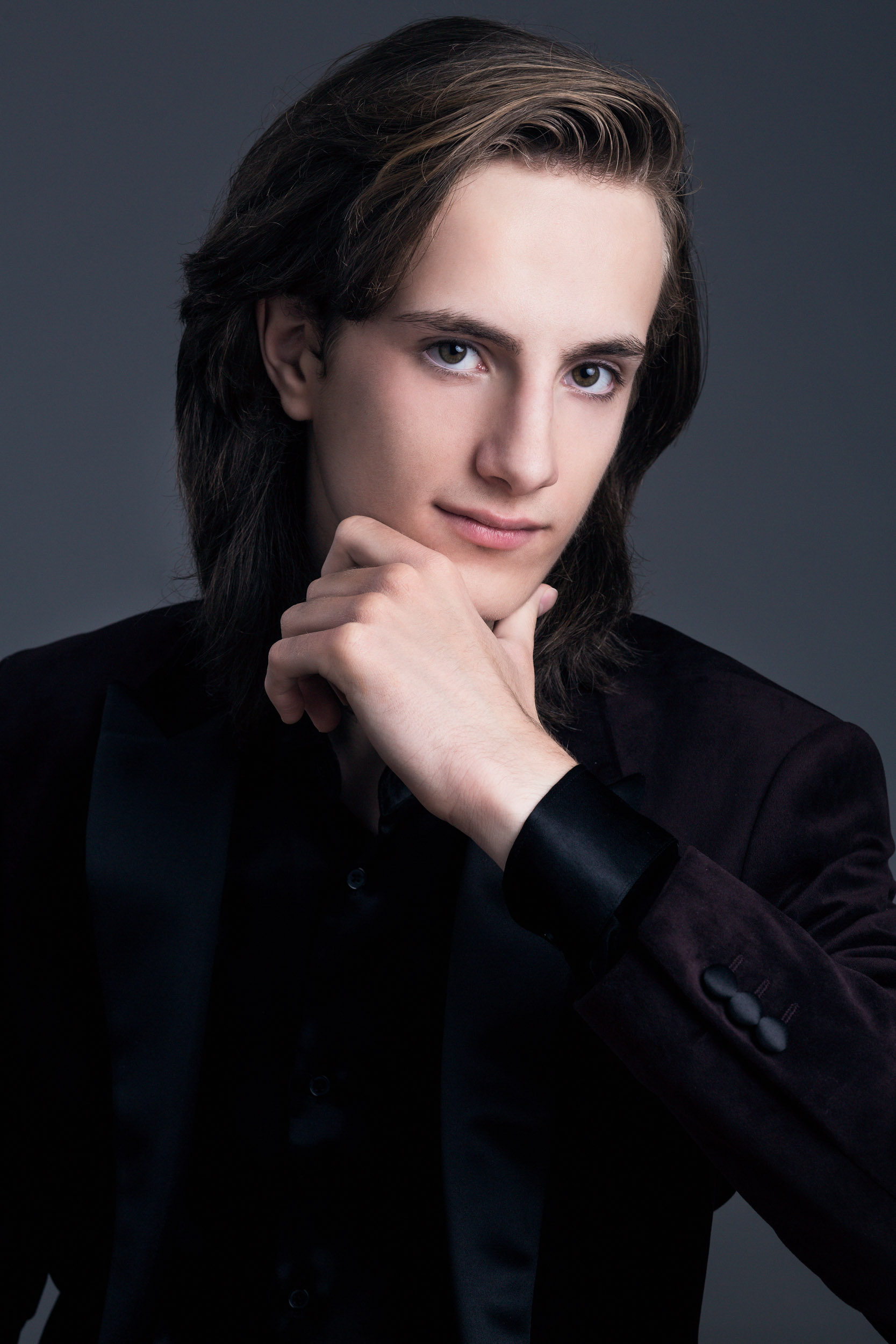
Yoav Levanon (16)

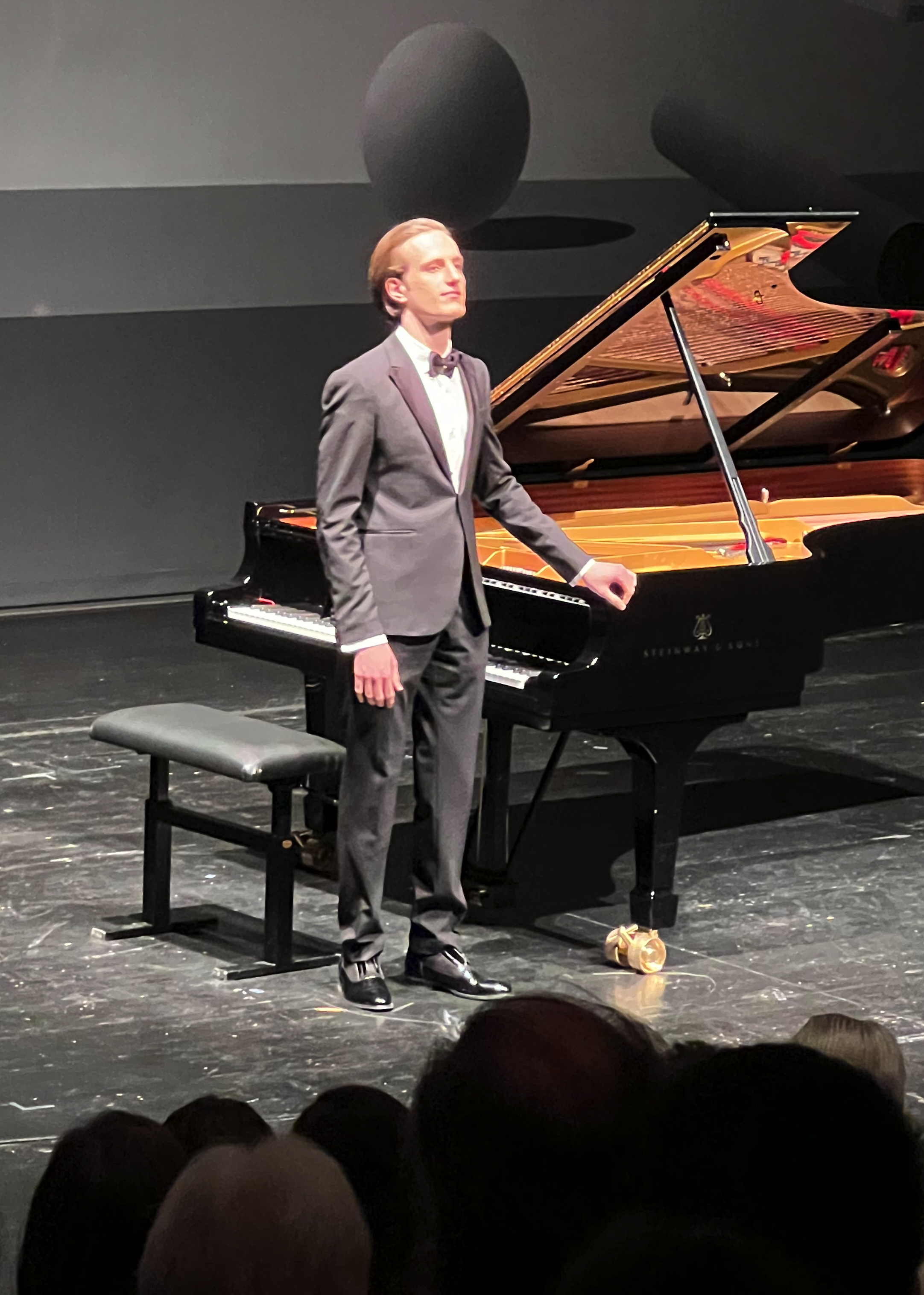
Yoav Levanon bei seinem Konzert im Münchner Prinzregententheater am 12. März 2023 mit W.A. Mozart - Sonate Nr. 18 in D-dur, F. Liszt - Sonate in H-moll and S. Rachmaninov - Etudes-Tableaux, opus 39

Yoav Levanon (hebräisch יואב לבנון; * 3. März 2004 in Ramat haScharon in Israel) ist ein israelischer klassischer Pianist.

## Musikalischer Werdegang
Yoav Levanon begann seine professionelle Klavierausbildung im Alter von drei Jahren und sammelte nur ein Jahr später erste Konzerterfahrungen. Ein Jahr später gewann er seine erste Goldmedaille bei einem internationalen Klavierwettbewerb in den USA und trat mit sieben Jahren in der Carnegie Hall in New York auf. Es folgten zahlreiche Konzerte in Israel, Europa und Russland. So spielte er im Alter von elf Jahren Chopins Konzert für Klavier und Orchester Nr. 1 im Teatro San Carlo in Neapel unter der Leitung des israelischen Dirigenten Daniel Oren und mit dreizehn Jahren mit dem Israel Philharmonic Orchestra das Rachmaninow  Klavierkonzert Nr. 2 unter der Leitung von Arie Vardi. Nach seinem Orchesterdebüt mit dem Israel Chamber Orchestra nahm er am Tsinandali Festival in Georgien teil. 2019 trat Yoav als jüngster Pianist in der Festivalgeschichte des renommierten Verbier Festivals auf und wurde als «Entdeckung» gefeiert. Anfang 2021 nahm Yoav an einem Filmprojekt mit Daniel Barenboim teil und unterzeichnete einen exklusiven Künstlervertrag mit Warner Classics. Am Jerusalem Music Center arbeitet er mit Murray Perahia. Außerdem arbeitet er unter der Leitung des Pianisten András Schiff in dessen Künstler-Performance-Studio an der Barenboim-Said-Akademie in Berlin. 2022 nahm er am Europa Open Air Frankfurt teil, wo er Frédéric Chopins Klavierkonzert Nr. 2 mit dem hr-Sinfonieorchester unter der Leitung von Alain Altinoglu spielte.

## Diskographie
- Yoav Levanon: Liszt, Chopin, Mendelssohn, Schumann - A Monument For Beethoven (CD, Album), Warner Classics, 2022.[4]